# Møns Klint
De Møns Klint zijn de kliffen van het Deense eiland Møn. De Møns Klint werd in juli 2025 tijdens de 47e sessie van de Commissie voor het Werelderfgoed in Parijs erkend als UNESCO natuur-werelderfgoed en onder de titel "Møns Klint" aan de werelderfgoedlijst toegevoegd.
Over een lengte van acht kilometer eindigen de bossen van Møn abrupt met krijtrotsen in de Oostzee. Deze krijtrotsen vormen Møns Klint. De rotsen bereiken op hun hoogste punt een hoogte van 143 meter. Het kiezelstrand is bereikbaar via een aantal steile trappen, ieder met enkele honderden treden. Het strand betreden is niet geheel zonder risico, want regelmatig breken er grote stukken krijtrots af en verdwijnen in de zee.
Afkalving in de 20e eeuw:
- 1905: Een derde deel van het park Liselund verdween in zee.
- 1914: Grote delen van de noordelijke Dronningestolen ("De Koninginnenstoel") spoelden weg.
- 1952: Grote stukken van Vitmunds Nakke en Puggards Klint verdwenen. Enkele duizenden tonnen krijt, leem en kiezels stortten naar beneden en vormden een schiereiland dat zich tot 500 meter in zee uitstrekte.
- 1980: Een groot deel van het noordelijke Sommerspiret ("De Zomerspits") stortte naar beneden.
- 1988: "Sommerspiret" verdween in zijn geheel.

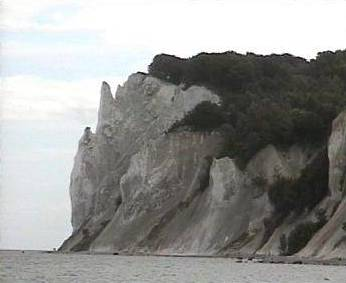
Møns Klint
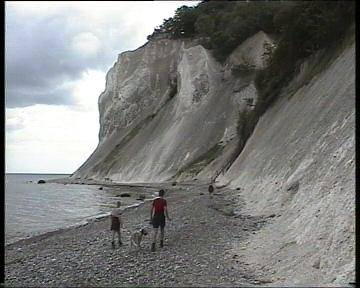
Strand van Møns Klint
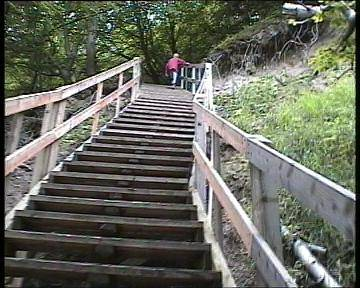
Trappen bij Møns Klint

 Denemarken: Grafheuvels, runenstenen en kerk van Jelling · Kathedraal van Roskilde · Kasteel Kronborg · Waddenzee · Stevns Klint · Moravische kerknederzetting Christiansfeld · Par force-jachtlandschap in Noord-Seeland · Ringwalburchten uit de Vikingtijd · Møns Klint

 Groenland: IJsfjord van Ilulissat · Kujataa: Noordse en Inuitlandbouw aan de rand van de ijskap · Inuit-jachtgebieden van Aasivissuit-Nipisat